# تيودوريك الرابع
ثيودُرك الرابع، عاش (712-737م)، حكم سنة 721م، هو ولد الملك داغوبرط الثالث. ذكر شوقي أبو خليل نقلاً عن فيشر: أنه في فترة حكمه تولى شرل مارتل، محافظ القصر إدارة شؤون الدولة بالكامل، ولم يبق للملك الميروفنجي سوى ذوائب شعره المرخاة.